# Свети Илия (Лактине)
Вижте пояснителната страница за други значения на Свети Илия.
„Свети Илия“ (на македонска литературна норма: „Свети Илија“) е възрожденска църква в охридското село Лактине, Северна Македония. Църквата е част от Охридското архиерейско наместничество на Дебърско-Кичевската епархия на Македонската православна църква – Охридска архиепископия.
Храмът е разположен в западната част на селото. Изграден е върху по-стара църква, за което свидетелстват късносредновековните гробове в околните гробища. Остатъците от старата църква са запазени в олтарното пространство. Новата църква е голяма базилика от ломен камък с двускатен покрив и петстранна апсида на изток. От западната страна, до западния вход има голяма камбанария. Църквата е изградена от майстор Максим Илиев Здравев в 1923 година, както се разбира от надписа на мраморна плоча вляво от главния вход. В западната част на интериора има женска църква. Според надписа на южния вход отвътре, храмът е изписан при епископ Николай Охридски в 1927 година от братята Георги и Димитър Доневи от Гари.